# 刘维 (艺人)
刘维（1986年8月31日—），曾用艺名为刘样焕、刘晏辰 ，中国大陆歌手、演员，主持人，生于辽宁鞍山。
2005年通过参加东方卫视《我型我秀》获得全国总冠军出道。同年10月，代表中国大陆参加香港TVB8举行的《TVB全球华人新秀歌唱大赛》，最终获得总冠军。
2006年拜师韩国制作人朴振荣，成为了首个JYP的中国练习生。期间，录制了首支单曲 《I Do》。同年10月，从韩国学成归来，发行了单曲《OOH》，并且拍摄了MV。同年12月7日，在TVB8金曲榜颁奖典礼获得最佳男新人奖铜奖。
2009年11月，参演首部电影《歌舞青春》。
2014年4月，发行首张个人ep《SomeOne》。
2016年1月，参加《中国好歌曲 (第三季)》，演唱原创歌曲《因为你是范晓萱》。同年4月，作为固定嘉宾参加综艺节目《火星情报局》。
2020年3月，发行首张专辑《小小星球》。同年12月，参加《追光吧！哥哥》综艺节目。
2021年2月，《追光吧！哥哥》迎来了总决赛，最终成团。同年3月，在网易云音乐的播客《维维道来》发布第一季电台。同年10月，参加《抖音美好奇妙夜》。

## 生平
1986年，出生于辽宁省鞍山市。由于受妈妈影响，从小热爱音乐。
2004年，考入沈阳音乐学院影视表演系学习（2008年毕业）。
2005年5月，参加第二届莱卡《我型我秀》，并在9月10日的总决赛获得冠军（观看） （页面存档备份，存于）。同年10月，由东方卫视上腾娱乐推荐，参加全球华人新秀歌唱大赛（视频） （页面存档备份，存于），并在10月23日的总决赛获得冠军。获得全球华人新秀金麦克风大奖。参加东方卫视《娱乐新天地》，担任嘉宾主持。
2006年2月，到韩国学习唱歌、跳舞，录音，并拜师韩国制作人朴振英。成为了JYP第一位中国练习生。在韩国期间，录制了首支单曲《I Do》，这首歌曲由陈耀川以韩版《I Do》的意境和发音贴切为写作原则，重新创作而成。同年10月，从韩国学成归来，发行了单曲《OOH》，并拍摄了MV。当时，在一场演出中，韩国艺人金泫雅担任伴舞（视频） （页面存档备份，存于）。同年12月7日，在TVB8金曲榜颁奖典礼获得最佳男新人奖铜奖。2007年起，在主持界发展。4月15日，参加综艺节目《非常娱乐》（观看） （页面存档备份，存于）。
2009年同年2月，参加重庆卫视《明星大考场》（观看） （页面存档备份，存于）。4月，参加浙江卫视《我是大评委》（观看） （页面存档备份，存于）。同年7月13日参加综艺节目《节节高声》。7月22日，参加CCTV-3联合对抗，并演唱《WII》。
2010年4月，为男才女貌组合（袁成杰、戚薇）创作了歌曲《耀出彩》（歌曲MV） （页面存档备份，存于）。随后，与张鹏搭档，主持中国互联网第一档综艺娱乐栏目《明星来了》（观看） （页面存档备份，存于）。同年8月，参演首部电影《歌舞青春》，饰演瘦猴。9月，发行单曲《快乐是…》，并拍摄MV（视频） （页面存档备份，存于）。随后担任全球音乐之旅 Campus Live主持人，亮相中国各大高校的舞台 （页面存档备份，存于）。
2011年为王瑞淇制作歌曲 《we are friends》（歌曲） （页面存档备份，存于）。1月，参加综艺《徐佳莹和她的音乐战国》，并且演唱了歌曲《快乐是…》。11月，参演话剧《后青春的诗》 （页面存档备份，存于），饰主持人。
2013年参演喜剧片《一夜惊喜》。
2016年报名参加第三季《中国好歌曲》，以一首因为你是范晓萱成功入選，加入范曉萱導師戰隊。

## 音乐作品

### EP/大碟
| 专辑名称 | 发行公司   | 发行日期       | 专辑曲目 |
| -------- | ---------- | -------------- | --- |
| SomeOne  | 独立发行   | 2014年4月8日   | ☆ 1. 爱谁谁 2. 某些人 3. 白领男 |
| 看臉時代 | 独立发行   | 2017年12月29日 | ☆ 1. 漂亮 2. 肉多 3. buy buy buy (intro) (Intro) 4. 肉多才是福 (outro) (Outro) 5. 漂亮 (Instrumeatal) 6. 肉多 (Instrumeatal)                                                          |
| 小小星球 | avex china | 2020年3月24日  | ☆ 1. 我們都快樂 2. 過問 3. 小小星球 4. 曾經太難 5. 夢里好多如果 6. 煙圈 7. 該走該留 8. Come back to me 9. 流星墜落 10. 藍 11. 只是紀念 12. 一首歌的距離 13. 在天亮之后 14. 每個人都是 |

### 个人单曲
| 发行日期       | 歌曲名称                  | 所属专辑、备注 |
| -------------- | ------------------------- | --- |
| 2005年10月     | 《OOH》                   | |
| 2005年11月26日 | 《I Do》                  | |
| 2006年         | 《跳》                    | |
| 2008年         | 《我要领奖》              | |
| 2010年8月31日  | 《快乐是…》               | |
| 2012年8月1日   | 《The Love In The World》 | 与裴紫绮合唱 |
| 2014年5月26日  | 《在夏天》                | 电影《》插曲《In Summer》官方中文版                                                                                        |
| 2014年5月26日  | 《改变目标》              | 与胡维纳、李潇潇、陈聆子、田颖、刘纯妍、赵靖、胡皓、肖洒、王琦玮、张珈郡、孟京辉合唱 电影《》插曲《Fixer Upper》官方中文版 |
| 2015年3月30日  | 《感觉自己萌萌哒》        | 与贾玲合唱 |
| 2015年7月29日  | 《喜剧班的春天》          | 与贾玲及其他节目主演合唱 四川卫视《喜剧班的春天》主题曲                                                                    |
| 2016年3月18日  | 《面包的故事》            | 独唱版本 |
| 2016年3月30日  | 《Brother》               | 与王祖蓝合唱 电影《刑警兄弟》主题曲                                                                                        |
| 2016年6月8日   | 《因为你是范晓萱》        | |
| 2016年9月21日  | 《大包子》                | 与袁成杰合唱 |
| 2016年11月11日 | 《躁》                    | 东风雪铁龙C3-XR上市发布会主题曲                                                                                            |
| 2016年11月25日 | 《面包的故事》            | 与范晓萱合唱 |
| 2016年11月25日 | 《一激灵》                | |
| 2016年11月29日 | 《耳边疯》                | 与王祖蓝、沈梦辰、曾艳芬合唱 腾讯视频自制网综《耳边疯》主题曲                                                              |
| 2018年1月16日  | 《啞巴》                  | 由汪蘇瀧作詞、作曲 |
| 2023年8月31日  | 《藏起我》                | 由薛之謙作詞、薛之謙與王圓坤作曲                                                                                           |

### 其他创作歌曲
| 歌手        | 歌曲名称           | 备注       |
| ----------- | ------------------ | ---------- |
| 丁爽        | 《最柔软的地方》   | 作词、作曲 |
| 王瑞淇      | 《We Are Friends》 | 作词、作曲 |
| 陈亦菲      | 《show自己》       | 作词、作曲 |
| 袁成杰&戚薇 | 《耀出彩》         | 作词、作曲 |
| 原子霏      | 《1314》           | 作词、作曲 |

## 影视作品

### 参演电影
| 年份 | 电影名称 | 角色 | 备注 |
| ---- | -------- | ---- | ---- |
| 2010 | 歌舞青春 | 瘦猴 |      |
| 2013 | 一夜惊喜 | 吉吉 |      |
| 2014 |          |      | 配唱 |
| 2015 | 一路惊喜 | 向荣 |      |

### 参演舞台剧
| 年份 | 戏剧名称     | 角色 | 备注 |
| ---- | ------------ | ---- | ---- |
| 2012 | 后青春期的诗 |      |      |

## 主持节目
- 2006年：東方衛視《娛樂星天地》；星空衛視《逍遙遊世界》；上海音樂頻道《Spicel Vj》；新浪網《年度網絡盛典》
- 2007年：東方衛視《型秀全接觸》、《非常娛樂》
- 2008年：重慶衛視《娛樂星工廠》
- 2009年：重慶衛視《明星大考場》；浙江衛視《我是大評委》；湖南衛視《節節高聲》；CCTV-3《聯合對抗》
- 2010年：CNTV《明星來了》；第一視頻網《快男評快男》；天津衛視《今夜有戲》
- 2011年：樂視網《我為校花狂》；浙江衛視《快樂藍天下》；深圳衛視《大娛樂家》
- 2012年：广西卫视《挑戰名人牆》；光線傳媒《生活魔法師》；星空衛視《lady呱呱》；MTV国语台 《天籁村》
- 2013年：CCTV-6《愛電影送學活動》